# Jerte
Jerte è un comune spagnolo di 1 302 abitanti situato nella comunità autonoma dell'Estremadura.